# Olga Margallo
Olga Margallo Martínez (Madrid, 8 de mayo de 1970) es una actriz, directora de teatro, directora artística, youtuber y escritora española.
Está casada con Antonio Muñoz de Mesa, también actor, guionista y director creativo. Es hija de los dos también actores Juan Margallo y Petra Martínez.

## Trabajos

### Televisión
- La pecera de Eva
- 2003 “UPA Dance”
- 2003 “Hospital central
- 2003 “Cuéntame”
- 2000 “El comisario”
- 1999 “Petra delicado”
- 1998 “Hermanas”
- 1997 “La virtud del asesino”
- 1997 “Vida y sainete”
- 1996 “Los ladrones van a la oficina”
- 1994 “¡Ay, Señor, Señor!”
- 1990 “Delirios de amor”

### Cine
- "Amigos de Jesús"
- 2001 “El diskette”
- 2000 "Leo”
- 1997 “Alya”
- 1997 “El carromato”
- 1996 “Tesis”
- 1995 “Entre rejas”

### Teatro
- 2012 “Romeo y Julieta”
- 2012 “Crazy love”
- 2009 “Torrijas de cerdo”
- 2008 “El niño colchón”
- 2007 “El secreto de miss mundo”
- 2006 “Ligazón y la rosa de papel”
- 2004 “Objetos perdidos”
- 1998 “Clown Quijote de la Mancha”
- 1996 “El retablo de las maravillas”
- 1995 “El hilo de Ariadna”
- 1994 “Gladiators”
- 1993 “El pícaro”
- 1992 “La cocina”

### Libros
- 2017  "Youtuber a los 40 (La vida solo se graba una vez)"

## Premios
- 2009 Premio a la mejor dirección por “El niño colchón” (feten
- Premio Goya 2006 al mejor Corto Documental por “Castañuela 70: el teatro prohibido” (dirección de Olga Margallo y Manuel Calvo).[1]
- Premio MAX 2004 al mejor espectáculo para niños por “Qué es la vida”.
- 2003 Premio a la mejor dirección por “Qué es la vida”
- Premio a la mejor dirección por “Clown Quijote de la Mancha” en la feria europea de teatro para niños y jóvenes (feten 99).